# Cent. FORCE
株式會社cent. FORCE（日語：株式会社セント・フォース）是日本一家位於東京都澀谷區惠比壽的藝人經紀公司。1994年成立，主要為專注於新聞主播及藝能人的培育。該公司擁有的主要人才是自由播報員、主持人及記者。而該公司持有的其附屬藝人經紀公司SPROUT，是專重於大學層次學生的人才管理。SPROUT是前cent. FORCE的一部分直至2012年公司被分割成子公司為止。
2016年7月5日，該公司擴展業務至關西地區，並在關西區内設立新的藝人管理部門。

## 著名藝人

### 藝能人/主播
- 新井惠理那[3]
- 岡副麻希[4]
- 皆藤愛子[5]
- 川田裕美（前讀賣電視台所屬）[6]
- 草野滿代（前NHK及TBS電視台所屬）
- 潮田玲子（前羽毛球運動員）
- 柴田阿彌（前SKE48成員）
- 杉崎美香（前信越放送所屬）
- 柳沼淳子（前DREAM競馬司會者）
- 谷中麻里衣
- 磯貝初奈（前中京電視台所屬）
- 鷲見玲奈（前東京電視台所屬）
- 新內真衣（前乃木坂46成員）
- 潮紗理菜（日语：潮紗理菜）（前日向坂46成員）

### 其他
- 五十嵐圭（籃球運動員）
- 宇佐美貴史（足球運動員）[7]
- 増嶋龍也（足球運動員）
- 岩渕真奈（足球運動員）
- 栗原文音（羽毛球運動員）

## 外部連結
- cent. FORCE官方網站（页面存档备份，存于） （日語）